# Décès en février 1963
Décès
- 1959
- 1960
- 1961
- 1962
- 1963
- 1964
- 1965
- 1966
- 1967

Pour une information complémentaire, voir la page d'aide.

| Date       | Nom                  | Pays                   | Activités                  | Âge | Source |
| ---------- | -------------------- | ---------------------- | -------------------------- | --- | ------ |
| 23 février | Robert Leroy Cochran | Drapeau des États-Unis | Homme politique américain. | 77  |        |